# Paul Augustin Serval
Paul Augustin Serval (Douai, 24 novembre 1832 - Paris, 7 juin 1886) est un explorateur français.

## Biographie
Officier de marine, il reconnaît, avant Pierre Savorgnan de Brazza, la basse vallée de l'Ogooué sur le Pionnier, envoyé par le ministère de la Marine (1860). Avec son compagnon, le docteur Marie-Théophile Griffon du Bellay, ils s'échouent (juillet 1862) dans le delta du fleuve mais décident de continuer leur progression en pirogue. Devant la baisse des eaux et l'hostilité des indigènes, ils sont contraints de faire demi-tour.
En décembre 1862, les deux hommes repartent sur une baleinière et choisissent le chemin du Remboué pour atteindre l'Ogooué, mais, malade, Griffon du Bellay renonce. Serval, péniblement, rejoint le village d'Orongo chez les Enenga où le roi Rempolé l’accueille cordialement.

## Travaux
- Le Gabon, description de la rivière Rhamboé et de ses affluents, Revue Maritime, v. 3, 1861, p. 401-404
- Reconnaissance des routes qui mènent du Rhamboé à l'Ogowai, Revue Maritime, v. 9, 1863, p. 309-315